# 武守中
武守中（？年—1940年1月）。山西省人。他為抗日戰爭期間陣亡的中國軍方高級將領之一。

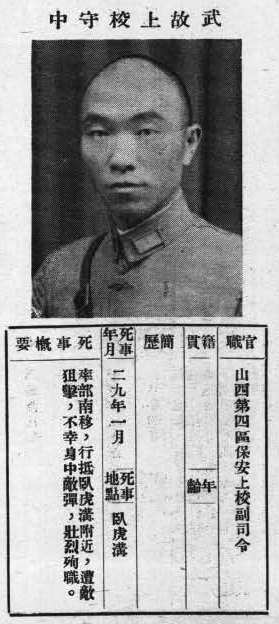
《抗戰軍人忠烈錄》（第一輯）中的武守中烈士遺像

## 生平[1]
山西第四區保安上校副司令，民國29年1月率部由臨縣南進時，在離石縣臥虎溝遭敵阻擊，不幸中彈成仁。